# Déborah Géradon
Déborah Géradon (Hoei, 31 juli 1986) is een Belgisch politica voor de PS.

## Levensloop
Géradon behaalde in 2009 het diploma van licentiate in politieke wetenschappen en bestuurswetenschappen aan de Universiteit van Luik. Ze werd beroepshalve ambtenaar bij de provincie Luik.
Ze trad toe tot de PS en was van 2009 tot 2012 voorzitter van de Luikse federatie van de jongerenafdeling van de partij.
Géradon werd begin 2012 OCMW-raadslid van Seraing, waarna ze eind 2012 gemeenteraadslid van de gemeente werd. Op hetzelfde moment werd ze schepen van de stad, bevoegd voor Ruimtelijke Ordening. Na haar aanstelling tot parlementslid was ze van 2014 tot 2018 titelvoerend schepen van de stad.
In juli 2014 werd Géradon ter vervanging van de Franse Gemeenschapsminister Isabelle Simonis lid van het Waals Parlement en van het Parlement van de Franse Gemeenschap, als verkozene voor het arrondissement Luik. Ze zetelde in beide parlementen tot in december 2018. In het Waals Parlement was ze van 2016 tot 2017 voorzitter van de commissie Leefmilieu, Ruimtelijke Ordening en Transport en van 2017 tot 2018 voorzitter van de commissie Sociale Actie, Gezondheid en Openbaar Ambt.
In december 2018 nam Géradon ontslag uit haar parlementaire mandaten om opnieuw schepen te worden in Seraing; door de decumulregeling in het Waals Parlement mocht ze immers de twee mandaten niet cumuleren. Ze werd bevoegd voor ruimtelijke en commerciële ontwikkeling. Sinds maart 2023 is Géradon burgemeester van de stad, een functie waarin ze Francis Bekaert opvolgde.
Sinds november 2020 is ze eveneens voorzitter van de raad van bestuur van de energie-intercommunale Publilec en sinds mei 2021 zetelt ze in de raad van bestuur van de Nationale Maatschappij der Belgische Spoorwegen.